# Municipio de Lu Verne
El municipio de Lu Verne (en inglés: Lu Verne Township) es un municipio ubicado en el condado de Kossuth en el estado estadounidense de Iowa. En el año 2010 tenía una población de 347 habitantes y una densidad poblacional de 3,74 personas por km².

## Geografía
El municipio de Lu Verne se encuentra ubicado en las coordenadas 42°57′4″N 94°1′50″O / 42.95111, -94.03056. Según la Oficina del Censo de los Estados Unidos, el municipio tiene una superficie total de 92.71 km², de la cual 92,71 km² corresponden a tierra firme y (0 %) 0 km² es agua.

## Demografía
Según el censo de 2010, había 347 personas residiendo en el municipio de Lu Verne. La densidad de población era de 3,74 hab./km². De los 347 habitantes, el municipio de Lu Verne estaba compuesto por el 97,69 % blancos, el 1,15 % eran amerindios, el 0,29 % eran de otras razas y el 0,86 % eran de una mezcla de razas. Del total de la población el 2,88 % eran hispanos o latinos de cualquier raza.